# Benlloc
Benlloc (em valenciano e oficialmente), Benlloch (em castelhano) ou Bell-lloc del Pla é um município da Espanha na província de Castelló, Comunidade Valenciana. Tem 43,5 km² de área e em 2021 tinha 1 075 habitantes (densidade: 24,7 hab./km²).

## Demografia
| Variação demográfica do município entre 1991 e 2004 | Variação demográfica do município entre 1991 e 2004 | Variação demográfica do município entre 1991 e 2004 | Variação demográfica do município entre 1991 e 2004 |
| --------------------------------------------------- | --------------------------------------------------- | --------------------------------------------------- | --------------------------------------------------- |
| 1991                                                | 1996                                                | 2001                                                | 2004                                                |
| 958                                                 | 876                                                 | 901                                                 | 860                                                 |